# (100652) 1997 WN11
(100652) 1997 WN11 es un asteroide perteneciente al cinturón de asteroides, descubierto el 22 de noviembre de 1997 por el equipo del Spacewatch desde el Observatorio Nacional de Kitt Peak, Arizona, Estados Unidos.

## Designación y nombre
Designado provisionalmente como 1997 WN11.

## Características orbitales
1997 WN11 está situado a una distancia media del Sol de 2,565 ua, pudiendo alejarse hasta 2,923 ua y acercarse hasta 2,206 ua. Su excentricidad es 0,139 y la inclinación orbital 3,451 grados. Emplea 1500,51 días en completar una órbita alrededor del Sol.

## Características físicas
La magnitud absoluta de 1997 WN11 es 15,9.